# Ueda, Nagano
Ueda (japanska: 上田市  ?, Ueda-shi) är en stad i Nagano prefektur i Japan. Staden fick stadsrättigheter 1919.

## Kommunikationer
Ueda är en station på Hokuriku Shinkansen som ger förbindelse med höghastighetståg till Tokyo och Nagano - Toyama - Kanazawa.